# Andrés Sabella
Andrés Expedito Florentino Sabella Gálvez (Antofagasta, 13 de diciembre de 1912 - Iquique, 26 de agosto de 1989) fue un poeta, escritor, periodista y dibujante chileno, adscrito a la llamada generación literaria de 1938.

## Biografía
Hijo de Andrés Sabella Signora, de origen palestino-italiano, y Carmela Gálvez Tello (a la que perdió a los seis años), realizó sus estudios primarios y secundarios en el Colegio San Luis de Antofagasta (entre sus compañeros se encontraba Radomiro Tomic). 
Sabella comenzó a escribir a los catorce años de edad. En 1929 publicó Carcaj, primera antología poética de Antofagasta, donde incluyó algunos de sus versos, y al año siguiente salió su primer libro, Rumbo indeciso.
Posteriormente se trasladó a Santiago, donde entró a la facultad de derecho de la Universidad Católica. Sin embargo, sus estudios se vieron interrumpidos y los continuó en la Universidad de Chile, donde tampoco logró finalizarlos.
Durante este periodo, Sabella integró el grupo Avance, de tendencia socialista. Dirigió la revista Mástil de la Escuela de Derecho y desde 1933 editó los cuadernillos de poesía Hacia, "publicación fundamental en la difusión de la literatura nacional". Fue militante del Partido Comunista, y en 1937 formó parte del grupo que fundó la Alianza de Intelectuales contra el Fascismo.
Durante los años siguientes publicó diversos libros, participó en publicaciones universitarias y escribió artículos en periódicos como Las Últimas Noticias, La Segunda, El Siglo y La Nación.
Tras la publicación de Vecindario de palomas, un libro de poesía para niños, Sabella recibió las felicitaciones de Gabriela Mistral, quien le escribió: "Leí y celebré en muchas partes sus poemas de niños, agradeciéndole a cada paso el que se haya acordado de ellos y el que no trabaje solamente para los grandes. Y le he agradecido haber puesto una infinidad de poesía  -de metáforas y de amor palpable- en ese libro pequeño y generoso a la vez". El escritor también recibió el reconocimiento de Pablo Neruda, quien haciendo referencia a las ciudades natales de ambos sostuvo: "Mientras Sabella nortiniza la poesía, yo la ensurezco".
El 3 de febrero de 1943 es miembro fundador de la Asociación Folklórica Chilena (actualmente Sociedad de Folclor Chileno) junto a: Aureliano Oyarzún Navarro, Ismael Edwards Matte, Domingo Santa Cruz, Oreste Plath, Ricardo Donoso, Raúl Silva Castro, Benedicto Chuaqui, Carlos Lavín, Oscar Cortés, Humberto Grez, Leopoldo Pizarro, Vicente Reyes Covarrubias, Víctor Castro, Gualterio Looser, Luis Gómez Catalán, Alberto Ried, Remigio Acevedo, Carlota Andrée, María Luisa Sepúlveda, Camila Bari de Zañartu, Emilia Garnham, Carlos S. Reed, Sady Zañartu, Juana Risi de Maldini, María Bichón. Se consideraron socios a todos los que asistieron a la primera reunión.
A comienzos de 1944 sostiene una polémica por su obra Los viajeros opuestos, denunciada como un plagio de Los viajeros maravillosos, del libro Oniromancia, de Winétt de Rokha.

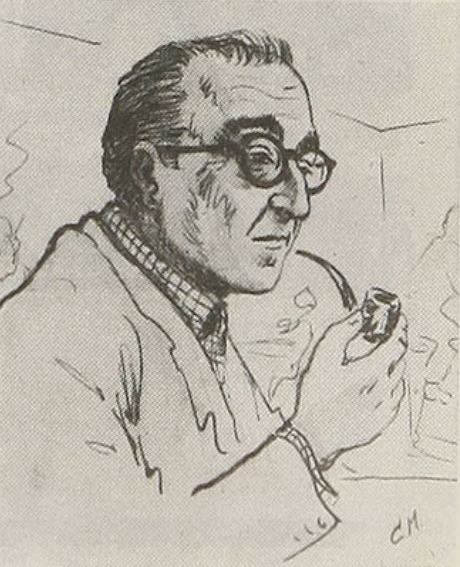
Retrato de Andrés Sabella (1953).

En 1944 publicó su obra más famosa, la novela Norte Grande, "epopeya de las salitreras, cuyo personaje central es la pampa, tratada con gran sentido social y poético". Se le atribuye además la creación del nombre con que es conocido el territorio que comprenden las regiones de Tarapacá y Antofagasta. En 1949 salió su ensayo Centenario de J. K. Huysmans, uno de los primeros libros impresos por la Editorial Universitaria.
Permaneció 21 años en la capital chilena, para después regresar a su ciudad natal. El 11 de noviembre de 1966 participó de las primeras transmisiones experimentales del Canal 3 de Antofagasta, perteneciente a la Universidad del Norte, que años más tarde se convertiría en Telenorte. En dicha ocasión participó de un diálogo con las escritoras Marta Blanco y María Elena Gertner.
Fundó en 1967, con Nicolás Velasco del Campo, la Escuela de Periodismo de la Universidad Católica del Norte. Esa casa de estudios le daría diez años más tarde el grado de doctor honoris causa. Allí ejerció la docencia hasta que fue exonerado en 1981, durante la dictadura militar de Augusto Pinochet. Entre 1968 y 1972 fue miembro destacado del grupo Tebaida, siendo publicado frecuentemente en la revista homónima, dirigida en Arica por Alicia Galaz.
Recibió en 1975 el Premio Regional de Literatura que otorga el Círculo Literario Carlos Mondaca Cortés, junto a Fernando Binvignat y Daniel Belmar y tres años más tarde fue elegido miembro correspondiente de la Academia Chilena de la Lengua.
Sabella practicó además el dibujo. Realizó exposiciones en diversas ciudades e ilustró las portadas de los libros Mónica Sanders de Salvador Reyes Figueroa y Alsino de Pedro Prado. También fue uno de los fundadores de la Hermandad de la Costa de Chile, asociación que rememora la época pirata.
Falleció la madrugada del 26 de agosto de 1989 producto de un paro cardíaco. Sus restos se encuentran en un mausoleo del Cementerio General de Antofagasta.

## Legado

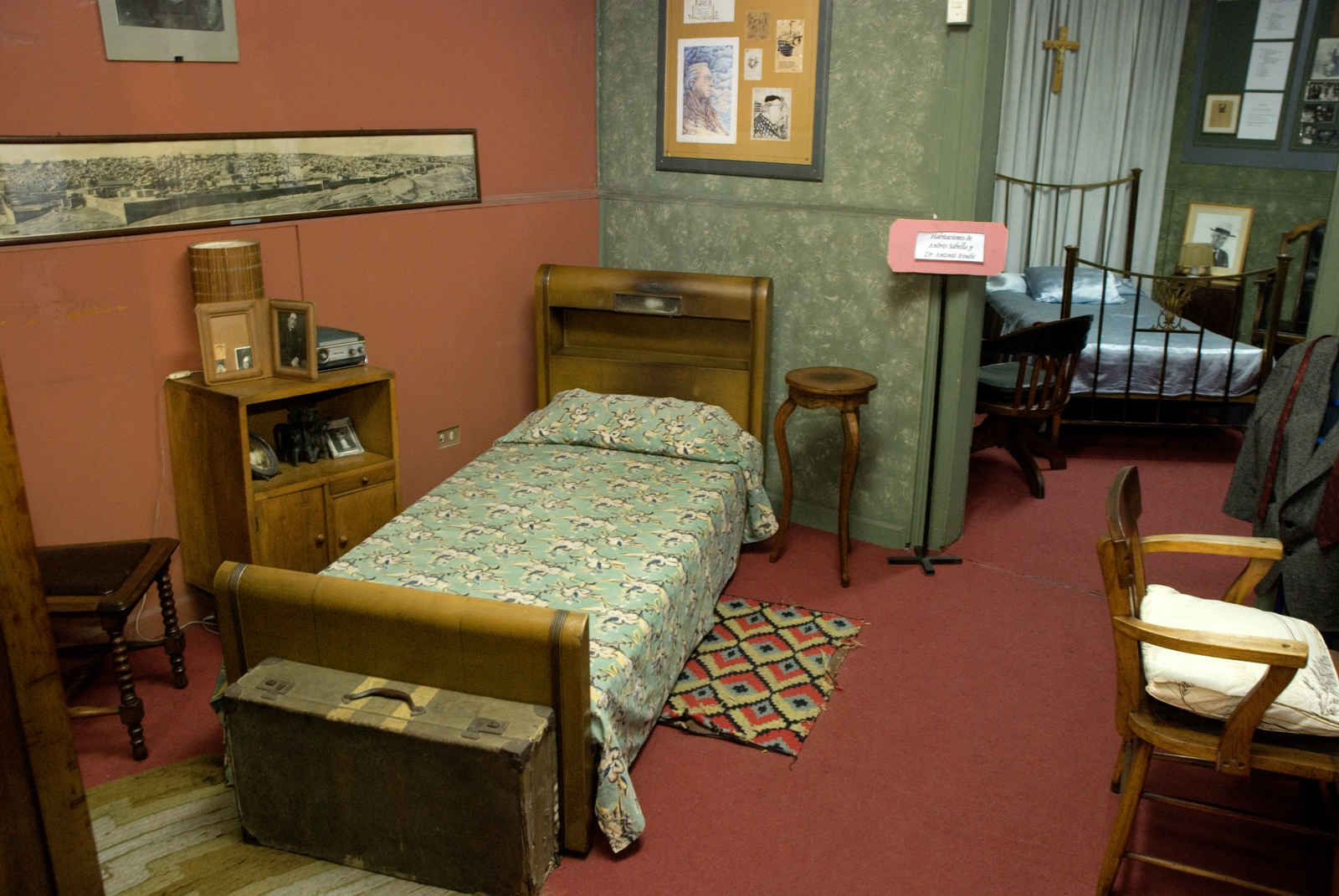
Habitación de Sabella en su museo.

En 2006 la Universidad Católica del Norte instituyó el Concurso Literario Nacional Andrés Sabella "como una forma de rendir un homenaje" al escritor. Concebido como bianual, se ha desarrollado en cuatro versiones, poesía (2006), cuento (2008), ensayo (2010), novela corta (2012).
En Antofagasta, la Corporación Cultural Andrés Sabella ha creado un museo sobre el poeta que cuenta con una pinacoteca y material iconográfico. El Museo Andrés Sabella funcionó en el exedificio de la Gobernación Marítima hasta que fue trasladado a la Casa de la Cultura, que hoy también lleva el nombre del escritor, en Latorre N.º 2535.
En julio de 2012 el antofagastino aeropuerto Cerro Moreno fue rebautizado con el nombre del poeta a iniciativa del senador Carlos Cantero. En su honor se han bautizado también escuelas y calles.

## Premios y reconocimientos
- Orden Ancla de Oro (1953, Municipalidad de Antofagasta)
- Premio Regional de Literatura 1975 (Círculo Literario Carlos Mondaca Cortés)
- Doctor honoris causa por la Universidad Católica del Norte (1977)

## Obras
- Rumbo indeciso, poesía, Nascimento, Santiago, 1930
- La mugre, espectáculo colectivo, estrenado en el Teatro Obrero de Antofagasta, 1934
- Gómez Rojas: Realidad y símbolo, edición de la Federación de Estudiantes de Chile, Imprenta Cóndor, Santiago, 1937 (descargable desde Memoria Chilena)
- Popularización de Gómez Rojas, Ediciones de la Revista Universitaria, 1939
- La sangre y sus estatuas. Poemas 1935-1939, con prólogo de Ángel Cruchaga Santa María, Imprenta Sur, Santiago, 1940
- Vecindario de palomas, poemas para niños 1934-1940; Nascimento, Santiago, 1941
- Crónica mínima de una gran poesía. Chile en la poesía y expresión social de sus poetas: libros y noticias de 48 poetas jóvenes, Nascimento, Santiago, 1941 (descargable desde Memoria Chilena)
- La estrella soviética, Editorial Ercilla, Santiago, 1942
- Los viajeros opuestos, Nascimento, Santiago, 1943
- Norte Grande, novela, Editorial Orbe, Santiago, 1944; (descargable desde Memoria Chilena)
- Chile, fértil provincia, prosa poética infantil, Editorial Zig-Zag, Santiago, 1945
- Sobre la Biblia un pan duro, Cultura, Santiago, 1946
- Centenario de J. K. Huysmans, Editorial Universitaria, Santiago, 1948
- Martín Gala, Marsa, Santiago, 1952
- El caballo en mi mano, Marsa, Santiago, 1953
- Pueblo del Salar Grande, Municipalidad de Antofagasta, 1954
- Semblanza del Norte chileno, Universitaria, Santiago, 1955
- Poemas de la ciudad donde el sol canta desnudo, Colecciones Hacia, Antofagasta, 1962
- Canciones para que el mar juegue con nosotros, poemas infantiles, Universitaria, Santiago, 1964
- Retratos quiméricos, Universitaria, Santiago, 1964
- Hombre de cuatro rumbos, antología, con xilografías de Osvaldo Silva Castellón; Orbe, Santiago, 1966 (descargable desde Memoria Chilena)
- Altacopa, libro-disco, Universitaria, Santiago, 1970
- Un niño más el mar, Ediciones Nueva Universidad, Santiago, 1972
- Célula Cristo. Sobre la Biblia un pan duro. La estrella del hombre, 1972
- Historias para el relámpago, Árbol de Fuego, Caracas, 1977
- El mar tiene veinte años, Nascimento, Santiago, 1978
- La paloma de cemento, Antofagasta, 1980
- Tú no tienes fin, Academia de Humanismo Cristiano, Santiago, 1981
- Cetro de bufón, Universitaria, Santiago, 1984
- La luna redonda, con ilustraciones de Andrés Jullian; Universitaria, 1993